# Maximiliano Romero
Maximiliano Samuel Romero (ur. 9 stycznia 1999 w Loma Hermosa) – argentyński piłkarz grający na pozycji napastnika w Racing Club do którego jest wypożyczony z PSV Eindhoven.

## Sukcesy

### PSV Eindhoven
- Puchar Holandii: 2021/2022[4]